# Nunatak

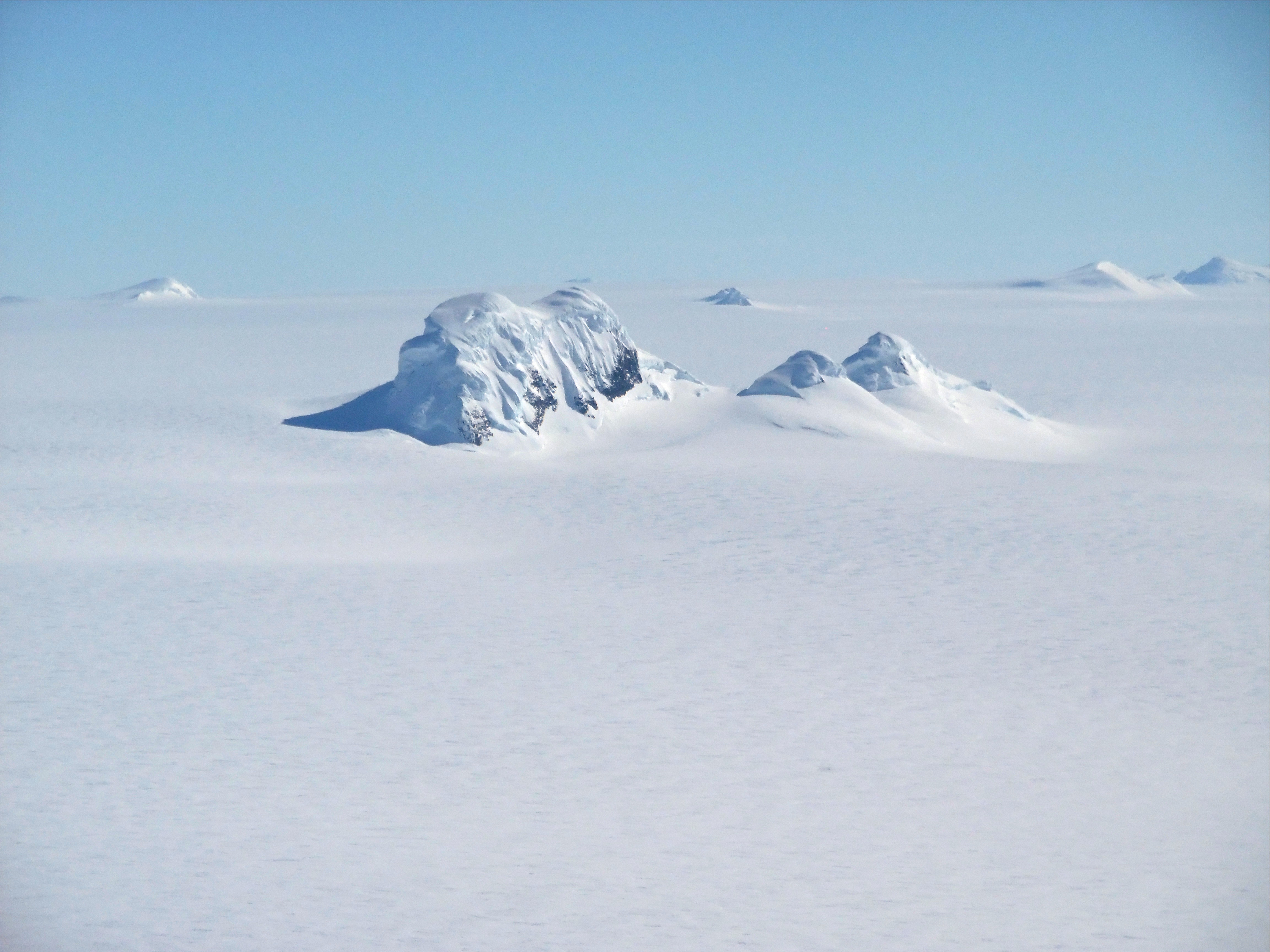
Nunatakker auf der Thurston-Insel, Westantarktis

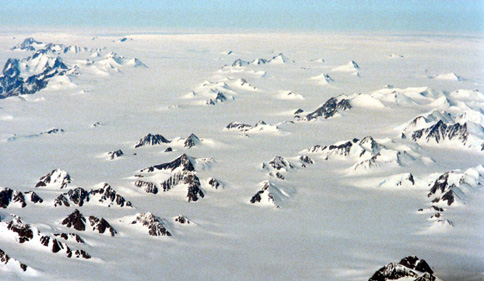
Nunatakker nahe der Ostküste Grönlands

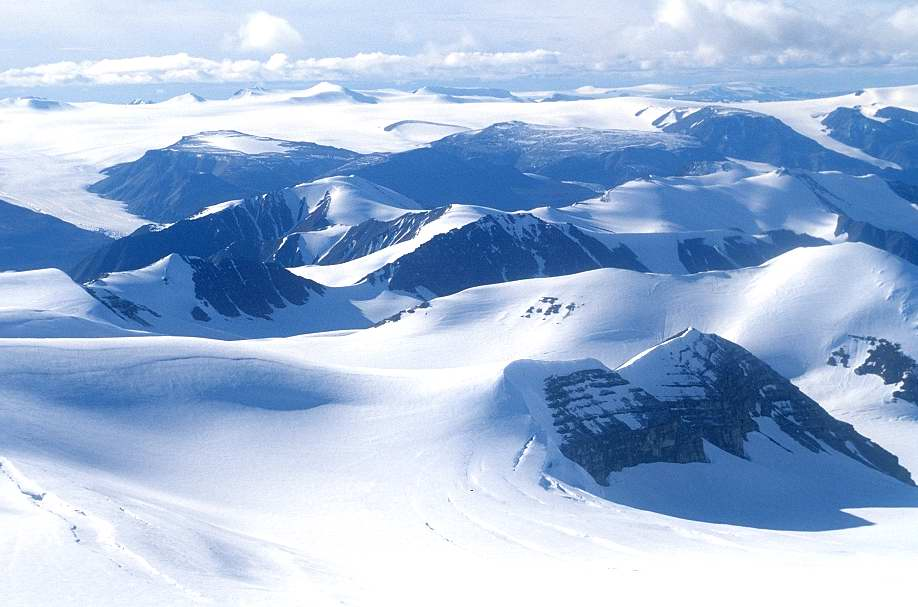
Osborn Range auf der Ellesmere-Insel

Nunatak (Inuktitut und Kalaallisut: Nunataq, wörtlich ‚das aus Land gemachte‘; Plural deutsch Nunataks, Nunataker und Nunatakr, häufig auch dänische Form Nunatakker; Inuktitut Nunatait, Kalaallisut Nunatat) bezeichnet in der Glaziologie einen isolierten, über die Oberfläche von Gletschern und Inlandeismassen aufragenden Felsen oder Berg. Ein solcher Nunatak ist somit von einem Eisstromnetz umgeben; meist finden sich Nunatakker an den Rändern von Eisschilden. Seltener wird der Ausdruck Nunatak allgemein für eisfreie, von Gletschern umgebene Gebiete verwendet, so etwa auch für die antarktischen Trockentäler, während der Eiszeiten beispielsweise für tief gelegene Regionen der Baffininsel und Labradors, und nicht ausschließlich für Erhebungen.

## Nunatakker während der Eiszeiten
Die „Nunatakhypothese“ geht davon aus, dass in den während der Eiszeiten vereisten Gebieten Nunatakker wichtige Rückzugsgebiete (Refugien) für viele Tier- und Pflanzenarten bildeten. Diese Inseln im Eis spielten dieser Theorie zufolge eine wichtige Rolle beim Überleben von Pflanzenarten. Mittlerweile geht man davon aus, dass Nunatakker beim Überleben von Arten von geringer Bedeutung waren und diese die Kaltzeiten an anderen Orten überdauerten. Die ehemals hauptsächlich vergletscherten Gebiete wurden demzufolge von außen größtenteils neu besiedelt („Tabula-rasa-Hypothese“).
Für den Alpen-Karpaten-Raum wird die Nunatakhypothese für Arten wie den Himmelsherold, das Dolomiten-Fingerkraut, den Schweizer Mannsschild oder die Alpen-Grasnelke in Betracht gezogen.
Für die Entwicklung der Vegetation Nordeuropas wird bislang diskutiert, ob einige Regionen an der Westküste Norwegens, insbesondere Fjells um den mittleren Sognefjord sowie nördlich des Polarkreises bis in die Finnmark, eisfreie Refugialgebiete gewesen sein könnten, um die Existenz in Norwegen endemischer Mohnarten oder das lokale Auftreten von Arten wie Rhododendron lapponicum und Carex scirpoidea zu erklären, deren nächste Areale in Grönland und Nordamerika liegen.
Allerdings werden die dieser Hypothese zugrunde liegenden Eisdicken angezweifelt: Häufig wird versucht, anhand der Spuren, die eiszeitliche Gletscher an den von ihnen umflossenen Nunatakkern hinterlassen haben, die ehemaligen eiszeitlichen Eisdicken zu bestimmen. Diese Methode wird als unzuverlässig angesehen, da sich aufgrund postglazialer Verwitterung Spuren des Eises in den Gipfelregionen nur schlecht erhalten. Darüber hinaus können nach neueren Erkenntnissen präglaziale Verwitterungserscheinungen wie Blockfelder, die lange als Anzeichen fehlender Vergletscherung galten, auch lange Eisbedeckung überdauern. Es muss daher davon ausgegangen werden, dass die eiszeitlichen Eisschilde gebietsweise dicker waren als aufgrund dieser Erscheinungen angenommen und viele vermeintliche ehemalige Nunatakker in Wirklichkeit vollständig vom Eis überdeckt waren.
Anders ist das in den Hochgebirgen, wo die Eisstrom-Oberkanten aus deutlichen Spuren der Innergebirgsräume auch für die Randzonen rekonstruiert werden können. Dort stellen sich primär Fragen zur Lokalvergletscherung (Nährgebietsbildung) der aus dem Eisstromnetz ragenden Gipfel.